# David Bamber
Pour les articles homonymes, voir Bamber.
David James Bamber (né le 19 septembre 1954) est un acteur britannique connu pour sa carrière d'acteur à la télévision et au théâtre. Il est un associé du Royal Academy of Dramatic Art.
Il est connu pour son interprétation de Mr Collins, le mielleux clergyman (homme d'église) d'Orgueil et Préjugés sorti en 1995.

## Filmographie
- 1982 : Privates on Parade – sergent Charles Bishop
- 1988 : High Hopes – Rupert Booth-Braine
- 1991 : Hercule Poirot (Saison 3, épisode 6 : Un indice de trop) – Bernard Parker
- 1992 : Dakota Road – l'homme dans le train
- 1992 : The Year of the Comet – Albert
- 1995 : Orgueil et Préjugés (Pride and Prejudice, TV) – Mr. Collins
- 1996 : Wet and Dry (court-métrage)
- 2002 : Gangs of New York – un passager
- 2002 : La Mémoire dans la peau (The Bourne Identity) – employé du consulat
- 2003 : Rose et Cassandra (I Capture the Castle) – le vicaire
- 2005 : The Clap (court-métrage) – Krzysztof Veneer
- 2005 : Rome (Rome, TV) – Marcus Tullius Cicéron
- 2006 : Miss Potter – Fruing Warne
- 2007 : Robin des bois – Dr. Blight (Saison 2, épisode 5)
- 2007 : The All Together – Robin Swain
- 2008 : Walkyrie (Valkyrie) – Adolf Hitler
- 2010 : Le Discours d'un roi - Le directeur du théâtre
- 2011 : The Borgias - Théo
- 2012 : The Paradise : Charles Chisholm
- 2014 : Doctor Who : Capitaine Quell (Saison 8, épisode 8 - La Momie de l'Orient-Express)
- 2016 : Les Médicis : Maîtres de Florence : le Pape Eugène IV
- 2017 : Borg McEnroe de Janus Metz Pedersen : George Barnes
- 2018 : Trust : Bela Von Block (Saison 1)
- 2018 : Peterloo de Mike Leigh